# Cavalerie lourde
Le terme de cavalerie lourde, dite aussi grosse cavalerie ou cavalerie pesante, désigne l'ensemble des unités de cavalerie lourdement armées et équipées par opposition à celui de cavalerie légère. Cette subdivision de la cavalerie est la lointaine héritière des cataphractaires antiques et de la chevalerie en Europe.

## Histoire

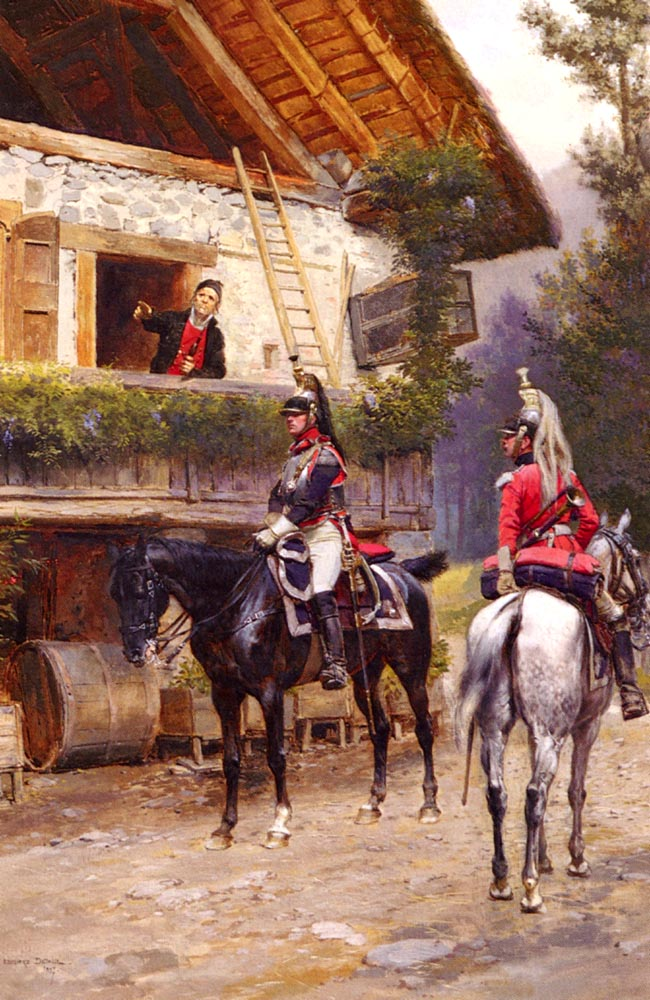
Cuirassiers du Premier Empire par Édouard Detaille. Les cuirassiers constitueront à partir du XVIIe siècle le fer de lance de la cavalerie lourde.

Les Saces ou Scythes d'Asie, peuple de cavaliers pasteurs, ont probablement inventé la cavalerie lourde de lanciers cuirassés dès les IVe-IIIe siècles av. J.-C. Cette cavalerie lourde sera imitée par leurs contemporains, les Sarmates et les Alains notamment, et inspira les cataphractaires séleucides, sassanides et romains, dont l'équipement et les méthodes de combat seront à l'origine de ceux de la chevalerie européenne.
La cavalerie a joué un rôle de plus en plus important au cours de l'Antiquité. Les légions romaines subirent en Mésopotamie une première défaite à la bataille de Carrhes en 53 av. J.-C., en raison de la suprématie des archers montés et de la cavalerie lourde du général parthe Suréna.
Pour lutter contre les cataphractaires sassanides, les Romains ont créé des unités de clibanarii, cavaliers entièrement cuirassés dont les montures étaient protégées par un caparaçon couvert de plaques métalliques.
Mais ces mesures furent insuffisantes pour contrer la montée en force des cavaliers barbares : l'empereur romain Valens subit une lourde défaite en 378 à la bataille d'Andrinople, en raison de la supériorité de la cavalerie lourde des Goths ; les historiens considèrent souvent que cette bataille sanctionne l'avènement de la cavalerie lourde et le déclin de l'infanterie, et constitue un signe avant-coureur de la fin de l'Antiquité.

### France
Par ordonnance du 17 mars 1788, les vingt quatre régiments de cavalerie conservés, qui étaient auparavant à quatre escadrons, sont réduits à trois, chacun de deux compagnies, toutes deux  sous le commandement et l'autorité d'un chef d'escadron. Ces escadrons sont désignés par premier, second et troisième, et appelés des noms de leurs chefs, lequel conserve toujours, quel que soit son rang, la même place dans l'ordre de bataille.

Sa Majesté établit un pied de paix et un pied de guerre. La compagnie sur le premier pied, est composée d'un capitaine, d'un lieutenant, d'un sous-lieutenant, un maréchal-des-logis en chef, qui fera en même temps les fonctions de fourrier, deux maréchaux-des-logis, quatre brigadiers, quatre appointés, soixante-cinq cavaliers, dont deux à pied, parmi lesquels un maréchal-ferrant,un trompette et un enfant de bas-officier ou de cavalier.
 
L'état-major, est composé d'un colonel, un lieutenant-colonel , un major, un major en second , un quartier-maître-trésorier, trois porte étendards, deux adjudants, un chirurgien-major, un aumônier, un premier trompette ayant rang de brigadier, un maître maréchal, un maître sellier, un maitre armurier-éperonnier, un maître tailleur et un maître bottier.

La compagnie sur le pied de guerre sera augmentée de treize cavaliers montés, cette augmentation formera un dépôt auxiliaire auquel Sa Majesté attachera tel nombre d'officiers et de bas-officiers qu'Elle jugera nécessaire. 

Il résulte de là, qu'un régiment sur le pied de paix sera tout compris, de cinq cents seize, dont quatre cents quatre-vingt-douze montés, et sur le pied de guerre, de cinq cents quatre-vingt-quatorze, dont cinq cents soixante-dix montés.

Sous le Premier Empire, la cavalerie lourde était composée des carabiniers à cheval, des cuirassiers et du régiment de grenadiers à cheval de la Garde impériale.